# 黑唇玉螺
黑唇玉螺（学名：Polinices melanostomus），是玉黍螺目玉螺科无脐玉螺属的一种。貝殼呈灰白色，有些會有褐色的紋路。主要分布于印度尼西亚、台湾，常栖息在浅海沙底。